# Уэллс, Дэниел
Дэ́ниел Уэллс (англ. Daniel Wells, род. 31 июля 1988, Нит) — валлийский профессиональный игрок в снукер. Проживает в городе Нит, Уэльс.
Уэллс является стипендиатом Фонда Пола Хантера, что даёт ему возможность заниматься в Академии снукера в Шеффилде и тренироваться с такими игроками, как Питер Эбдон и Дин Цзюньхуэй.
В своём первом сезоне он выиграл 6 из 7 матчей. Лучшим достижением Дэниела является выход в последний раунд квалификации чемпионата мира 2009 года, где он последовательно обыграл Ли Хана, Иана Приса и Маркуса Кэмпбелла. Но в последнем матче, открывающем путь в Крусибл, уступил в упорнейшей борьбе Барри Хокинсу со счётом 9:10. Этот успех дал Уэллсу возможность занять 70-ю строку мирового рейтинга.
В 2011 году Дэниел стал победителем чемпионата Европы.